# 格雷格·贝尔
格雷格·贝尔（英語：Greg Bell，1930年11月7日—），美国男子田径运动员，主攻跳远。他曾代表美国参加1956年夏季奥林匹克运动会田径比赛，获得男子跳远金牌。